# Trichopsis pumila
Trichopsis pumila е вид лъчеперка от семейство Osphronemidae.

## Разпространение
Видът е разпространен във Виетнам, Камбоджа, Лаос и Тайланд.